# Sumitomo Electric Wiring Systems
Sumitomo Electric Wiring Systems Europe Ltd, SEWS-E – spółka z siedzibą w Staffordshire, należy do Sumitomo Electric Industries, Grupa Sumitomo.

## Polska
W Polsce działa SEWS Polska Sp. z o.o z główną siedzibą w Lesznie oraz fabrykami w Rawiczu (może zostać zlikwidowana) i "Sews-Cabind Poland" Sp. z o.o. w Żywcu.